# أديب نعمة
أديب نعمة (مواليد 1956) هو خبير ومستشار لبناني في التنمية والسياسات الاجتماعية ومكافحة الفقر. يعمل نعمة مستشارًا لدى شبكة المنظمات العربية غير الحكومية للتنمية، ومستشارًا حرًا في قضايا التنمية. كان نعمة المستشار الإقليمي لأهداف التنمية المستدامة والسياسات الاجتماعية والحوكمة لدى اللجنة الاقتصادية والاجتماعية لغرب آسيا – الإسكوا، التابعة للأمم المتحدة بين عامي 2009 و2018.

## مسيرته
نعمة هو محام في الاستئناف، ومسجل لدى نقابة المحامين في مدينة طرابلس، لديه شهادة دبلوم دراسات معمقة في العلوم الاجتماعية، وإجازة في الحقوق وإجازة في الفلسفة من الجامعة اللبنانية، وماجيستير في علم الاجتماع. تتمثل خبرات نعمة في مجالات الاستشارات واالأحاث في القضايا الاجتماعية والتنمية؛ الحوارات الوطنية، أهداف الالفية، الفقر متعدد الأبعاد، التدريب في مسائل التنمية، الحوكمة وإدارة الحوارات الوطنية. عمل نعمة بين عامي 1995 و2004 مستشارًا لدى مكتب برنامج الامم المتحدة الإنمائي في بيروت، ومديرًا لمشروع بناء القدرات للحد من الفقر التابع لبرنامج الأمم المتحدة الإنمائي ووزارة الشؤون الاجتماعية اللبنانية. بالإضافة إلى ذلك، كان مديرًا لمشروع هبة البنك الدولي لوزارة الشؤون الاجتماعية اللبنانية.
بين عامي 2004 و2009، انتقل نعمة للعمل في المكتب الإقليمي لبرنامج الامم المتحدة الإنمائي في البلدان العربية، كمستشار إقليمي في قضايا الفقر وأهداف الألفية.
لدى نعمة عدد من الكتب والأبحاث والمقالات المنشورة في قضايا تنموية مختلفة. ساهم نعمة في تصميم دليل الحاجات الأساسية غير المشبعة الذي استخدم لقياس الفقر في لبنان وفي الدول العربية. بالإضافة إلى ذلك، صمم نعمة «دليل الحرمان الحضري»، وأعد تقريرًا عن الحرمان الحضري في طرابلس، صدر خلال عام 2015. نشر له كتاب «الدولة الغنائمية والربيع العربي» (2014)، و«التضامن الشعبي العربي: من النهضة إلى الربيع العربي» (2016).

### الفقر في لبنان
في مقال له بعنوان «التوسع الأفقي والرأسي للفقر في لبنان» في سبتمبر 2020، استنتج نعمة أن «التحولات التي يمر بها لبنان في الوقت الحالي تتجاوز مسألة الإفقار واللامساواة بالمعنى التقني... فهي مرحلة تأزم شامل للدولة وللنظام برمته. ويتطلب تجاوز هذه الأزمة مسارًا من التحول المجتمعي يبدأ بالبعد السياسي، نظرًا لدوره الحاسم والمحدد، إلا أنه لا بد أن يشمل أيضًا مسارات الإفقار بمعناها الواسع، لا التعامل مع الفقر كرصيد عددي من الفقراء يزيد أو ينقص. ويجب الالتفات إلى أن معظم ما ينشر من تقديرات أو إسقاطات حول الفقر وقياسه في لبنان لا تواكب التطورات السريعة جدًا لسعر الصرف، الأمر الذي يجعل القياسات النقدية غير ملائمة وغير قابلة للفهم والاستخدام المباشر في هذه المرحلة. وتعتبر القياسات، استنادًا إلى المؤشرات الاجتماعية – الاقتصادية غير النقدية، أكثر صلاحية. ويجب أن تتم بناء على مسوحات ميدانية، حتى وإن كانت محدودة، لا بناءً على إسقاطات إيكونومترية».
وحذر نعمة من أن الأزمة اللبنانية، إضافة إلى ما تسببه من تعميق للفقر وشدته، «تمهد الطريق لمسار تدهور شامل في أوضاع الطبقات الوسطى، يشمل مستوى معيشتهم ونمط حياتهم الذي اعتادوا عليه في ظل السياسات المالية والنقدية السابقة، التي تضمنت بشكل خاص دعم الليرة اللبنانية إزاء العملات الأجنبية، الأمر الذي أتاح للبنانيين عمومًا، وللفئات الوسطى على نحو خاص، مستوى معيشة مؤقت يفوق المستوى المتناسب مع مواردهم المقدرة بسعرها الحقيقي.» وجادل نعمة أن ما وصفه بالأوليغارشية الضيقة التي تتربع على قمة هرم السلطة السياسية والاقتصادية والمالية، هي المستفيد الأكبر من هذا النسق، وأنها تحمل المواطنين ثمن سياساتها وتعتقد أنه لا يزال بإمكانها استخدام ثرواتها لشراء الأصول العاملة للبلاد وإعادة إنتاج نفسها بتوازن جديد بين مكوناتها مستندة إلى سلطتها.

## المؤلفات
- الدولة الغنائمية والربيع العربي، دار الفارابي، بيروت، 2014.[5]

- استطلاع مؤشّر الرّأي العام العربي 2011 - 2010 دراسة حالة لبنان، 2012.[6]
- مقاربات: فصول نقدية في الاشتراكية، دار الفارابي، بيروت، 1990.[7]
- تقرير التنمية الإنسانية العربية للعام 2009 : التباس المفاهيم، وتضييع الهدف والوظيفة، 2009.[8]
- المنظمات الأهلية العربية والقمة العالمية للتنمية الاجتماعية، منشورات علامات، 1996.[9]

- الـتـنـمـيـة والـفـقـر: مـراجـعـة نـقـديـة لـلـمـفـاهـيـم وأدوات الـقـيـاس، مركز دراسات الوحدة العربية، 2021.[10][11]
- التضامن الشعبي في العالم العربي: من عصر النهضة إلى الربيع العربي، دار الفارابي، بالاشتراك مع آخرين.[12]